# Reprezentacja Mongolii w piłce ręcznej mężczyzn
Reprezentacja Mongolii w piłce ręcznej mężczyzn – narodowy zespół piłkarzy ręcznych Mongolii. Reprezentuje swój kraj w rozgrywkach międzynarodowych.

## Turnieje

### Udział wigrzyskach azjatyckich
| Rok  | Wynik | Źródło |
| ---- | ----- | ------ |
| 1982 | –     |        |
| 1986 | –     |        |
| 1990 | –     |        |
| 1994 | –     |        |
| 1998 | –     |        |
| 2002 | 9.    |        |
| 2006 | –     |        |
| 2010 | 11.   |        |
| 2014 | 12.   |        |